# تراشه جداسازی
تراشه جداسازی (به انگلیسی: Isolation chip) یا ichip تکنولوژی جدیدی است که اجازه می‌دهد باکتری‌هایی را که قبلاً غیرقابل کشت در محیط آزمایشگاه بوده‌اند؛ را در محیط طبیعی خود کشت دهیم.
این روش جدید به کمک تراشه‌هایی انجام می‌گیرد که توانایی این را دارد سلول‌های تک را جدا کرده و به رشد آنها در محیط طبیعی‌شان کمک کند؛ و این امکان را به محققان می‌دهد که بر روی آن‌ها مطالعاتی را انجام دهند.
این ابزار جدید نزدیک به ۵۰ هزار سویه از باکتری‌های غیرقابل کشت را گرد آورده و ۳۰ آنتی‌بیوتیک جدید کشف کرده‌است که تیکسوباکتین جالب توجه‌ترین آنهاست.